# Robert Clivillés
Robert Manuel Clivillés (Nova Iorque, Nova Iorque; 30 de julho de 1964) é um produtor musical, compositor e diretor de vídeos musicais norte-americano.
Mais conhecido por seu trabalho com C+C Music Factory, um grupo que ele fundou com parceiro musical David Cole. Ele é de ascendência porto-riquenha. Clivilles e Cole produziram vários sucessos de outros artistas como Mariah Carey, Whitney Houston, Aretha Franklin, James Brown, Lisa Lisa & Cult Jam, Deborah Cooper, e muitos outros.